# Eckfeld
Eckfeld là một đô thị ở huyện Bernkastel-Wittlich, trong bang Rheinland-Pfalz, Đô thị Eckfeld có diện tích 12,74 km², dân số thời điểm ngày 31 tháng 12 năm 2006 là 365 người.